# Phymaturus palluma
Phymaturus palluma är en ödleart som beskrevs av Molina 1782. Phymaturus palluma ingår i släktet Phymaturus och familjen Tropiduridae. IUCN kategoriserar arten globalt som livskraftig. Inga underarter finns listade i Catalogue of Life.